# مقام رأس الحسين في عسقلان

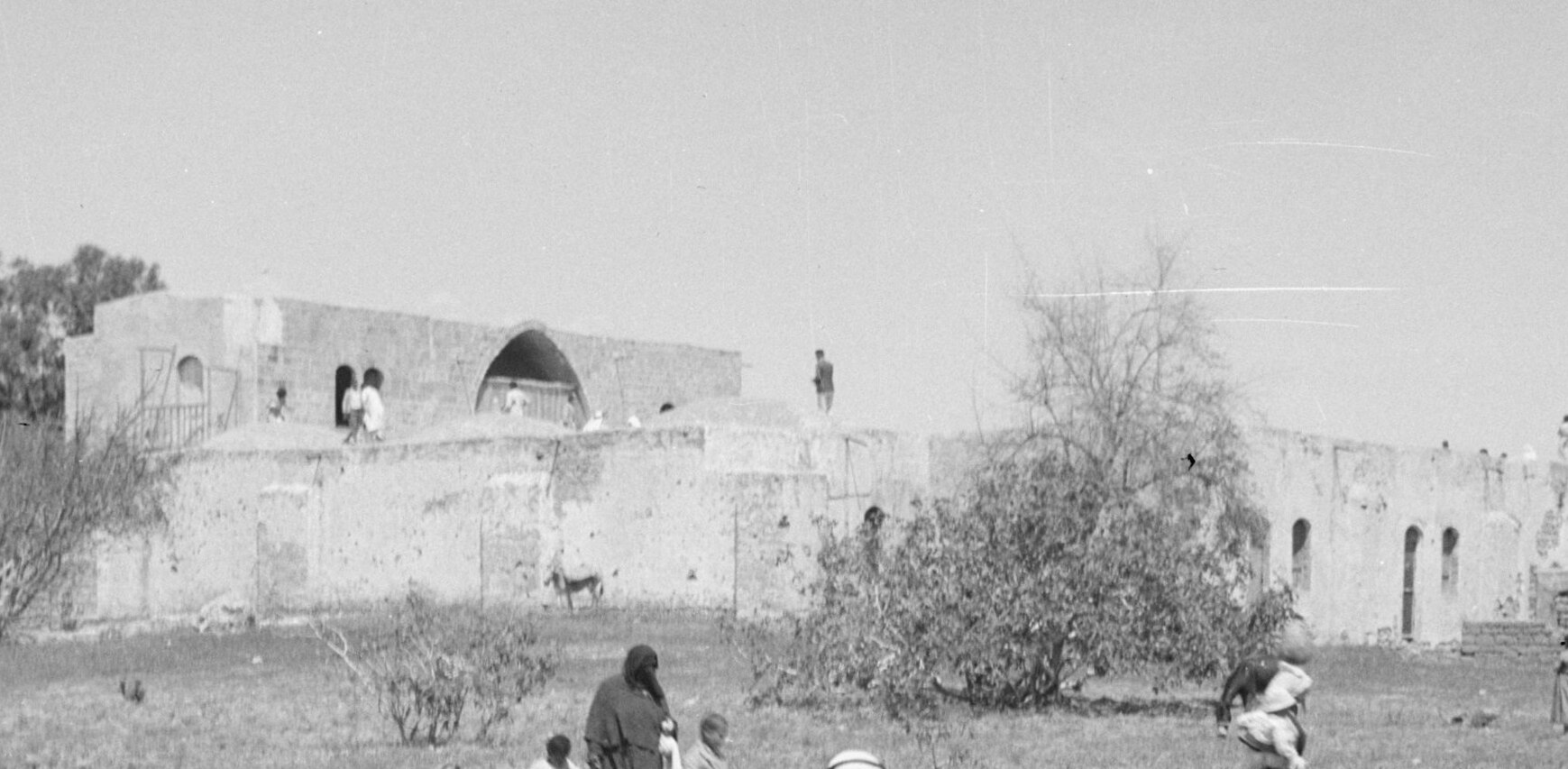
مقام رأس الحسين عام 1943

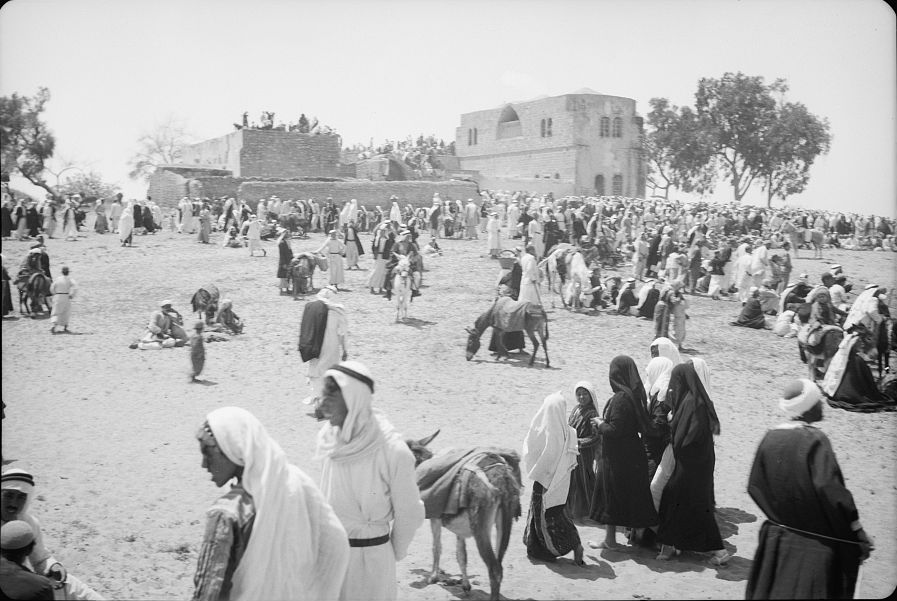
الضريح خلال المهرجان السنوي

مرقد رأس الحسين كان مقامًا بناه الفاطميون على قمة تل مجاور لعسقلان والذين كانوا يعتقدون بأنه كان يحمل رأس الحسين بن علي بن أبي طالب بين عامي 906 م و 1153 م. وقد وُصف بأنه أروع مبنى في المدينة القديمة، وتطور ليصبح أهم وأقدس موقع شيعي في فلسطين.
وفي العصر الحديث، أصبحت مرتبطة ببلدة الجورة الفلسطينية، التي تقع إلى جانب قلعة عسقلان المدمرة. وقد دمر جيش الاحتلال الإسرائيلي الضريح عام 1950، أيّ بعد مرور أكثر من عام على انتهاء حرب فلسطين 1947-1949، وذلك بأمر من وزير الدفاع الإسرائيلي موشيه ديان، وكان ذلك متوافقًا مع السياسة الإسرائيلية التي انتهجتها في الخمسينيات من القرن الماضي لمحو المواقع التاريخية الإسلامية داخل إسرائيل، وتماشيًا مع الجهود المبذولة لطرد العرب الفلسطينيين المتبقين من المنطقة.

## وصف

### مبنى
كان الضريح عبارة عن مبنى كبير متعدد الطوابق تم بناؤه من ثلاث جهات حول فناء مركزي، كانت هناك غرفة مصلَّى للصلاة في الجانب الجنوبي، وكان الموضع السابق لرأس الحسين مميزاً بعمود تعلوه عمامة خضراء فوق قطعة قماش حمراء.

### المنبر والنقوش

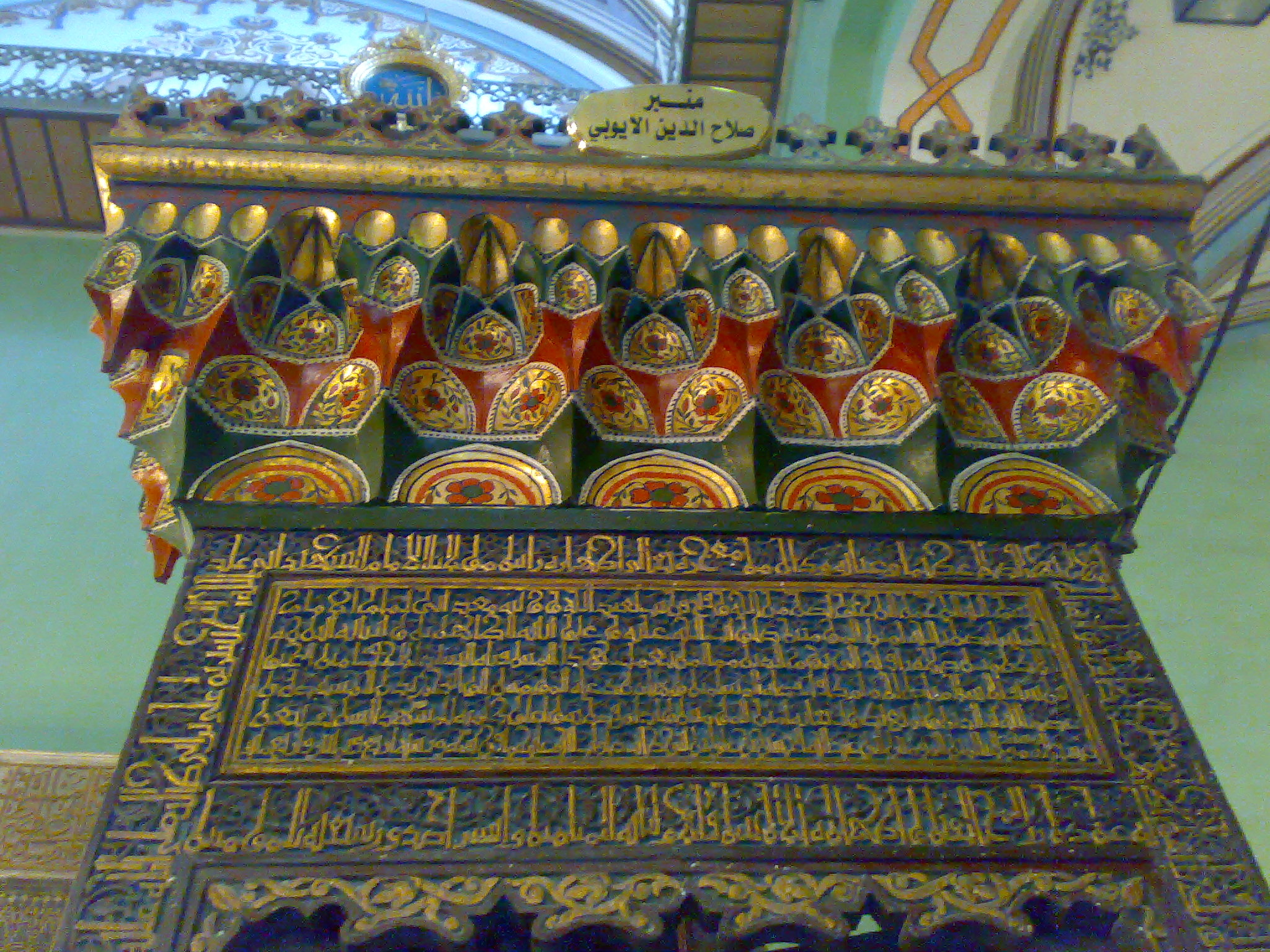
يحتوي المنبر الموجود اليوم في المسجد الإبراهيمي على نقوش تصف بناء المقام

يعتبر المنبر الموجود اليوم في المسجد الإبراهيمي في مدينة الخليل، قطعة مهمة من الفن الإسلامي وأحد أهم المنابر التاريخية في العالم الإسلامي في العصور الوسطى. وهو أيضًا أقدم منبر باقي على هذا الطراز من الأعمال الخشبية ذات الزخارف الهندسية. وهو الأسلوب الذي ظهر أيضًا في تصميم منبر المسجد الأقصى في القدس (الذي كان أيضًا هدية من صلاح الدين). تسجل النقوش بناء المنبر والمقام نفسه على يد بدر الجمالي نيابة عن الخليفة الفاطمي.

## التاريخ

### البناء

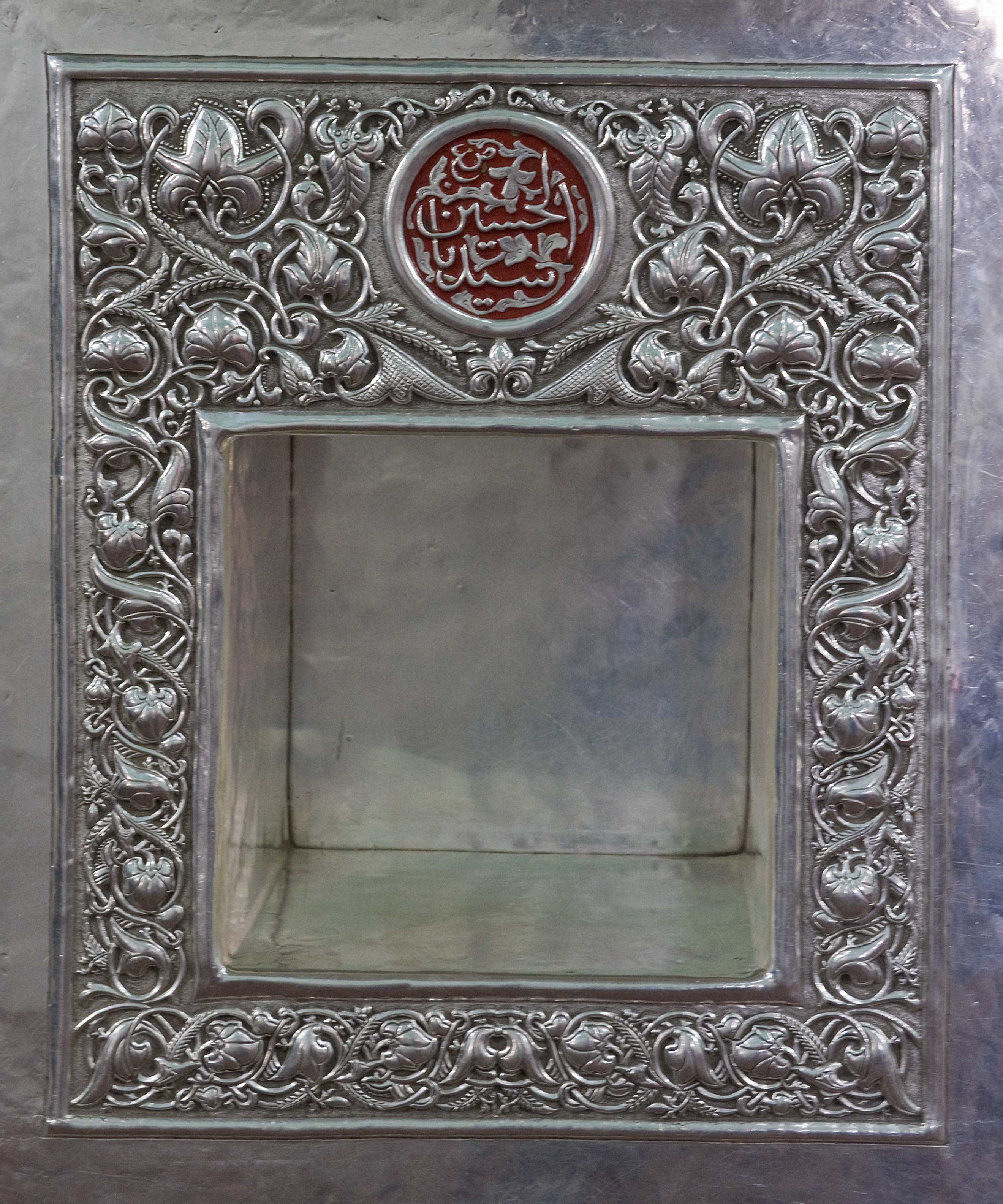
محراب رأس الحسين في الجامع الأموي بدمشق

وفقًا للفاطميين، نقل العبَّاسيون رأس الحسين سرًا من موقع دفنه الأصلي في الجامع الكبير بدمشق في عام 985، تتبع الخليفة الفاطمي الخامس عشر، أبو منصور نزار العزيز بالله، موقع رأس جده الأكبر من خلال مكتب أحد معاصريه في بغداد.
تم "إعادة اكتشافها" عام 1091، بعد عامين من حملة الوزير الأعظم بدر الجمالي لإعادة السيطرة الفاطمية على فلسطين تحت حكم الخليفة المستنصر بالله.
عند الاكتشاف، أمر ببناء مسجد جامع جديد ومشهد تذكاري في الموقع، كما تم بناء منبر رائع اليوم في الخليل ويعرف باسم منبر المسجد الإبراهيمي.
وقد وصف الضريح محمد العبدري الحيحي بأنه أروع بناء في عسقلان.

### نقل الرأس إلى القاهرة
بعد الهزيمة في حصار عسقلان، أمر الظافر بأمر الله حاكم عسقلان سيف المملكة تميم بنقل الرأس إلى القاهرة.
تم استخراج نعش الحسين ونقله من الضريح إلى القاهرة يوم الأحد 8 جمادى الآخرة عام 548 هـ (31 أغسطس 1153)؛ تم بناء مسجد الإمام الحسين لإيواء الآثار عام 1154. وصف الكاتب اليمني سيدي حسن بن أسد نقل الرأس هكذا في مخطوطة له: “عندما أخرج رأس الإمام الحسين من النعش في عسقلان، ظهرت قطرات من الدم الطازج على الرأس”، ففاحت ريح المسك في كُل مكان."

### نقل المنبر إلى الخليل

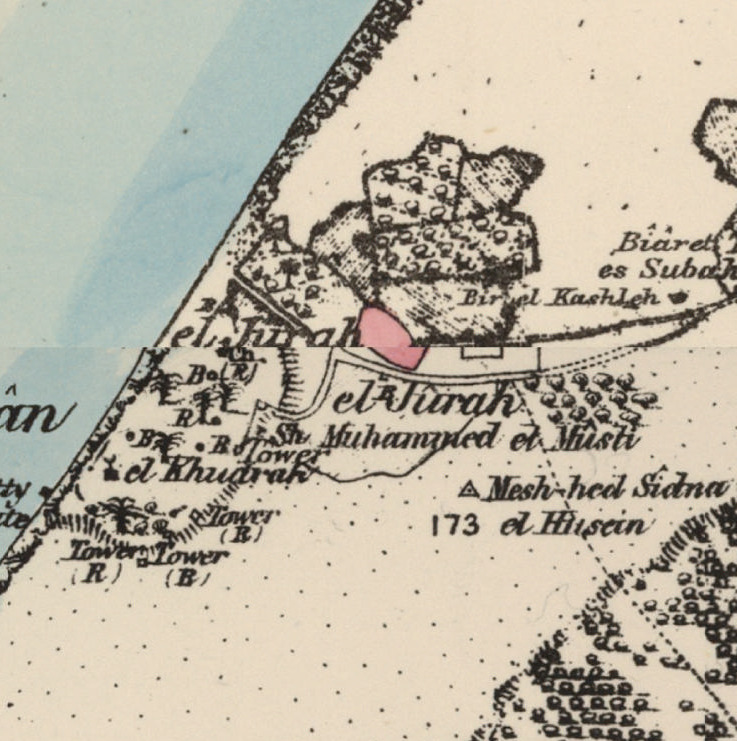
مسح جغرافيا لخريطة فلسطين (سبعينيات القرن التاسع عشر) تُظهر الجورة (في الوسط)، وأطلال عسقلان القديمة (تل عسقلان حاليًا، على اليسار)، ومشهد الإمام الحسين (على اليمين).

في عام 1187 نجح الملك النَّاصر صلاح الدين الأيوبي في استعادة القدس من الصليبيين وتأمين سيطرة المسلمين على معظم المنطقة، ومع ذلك، فقد رأى أن عسقلان كانت معرضة جدًا لهجوم صليبي مضاد، وأعرب عن قلقه بشأن احتمال استخدامها كرأس جسر للعدو ضد القدس التي تم الاستيلاء عليها حديثًا، لذلك قرر هدم المدينة عام 1191 لكنه نقل المنبر الفاطمي من مشهد الحسين الفارغ الآن إلى المسجد الإبراهيمي في الخليل، والذي كان أيضًا موقعًا مقدسًا ويقع على مسافة أكثر أمانًا من التهديد الصليبي. وبقي المنبر هناك حتى يومنا هذا.

### فترة الانتداب البريطاني
خلال فترة الانتداب البريطاني على فلسطين، وُصف بأنه "مقام كبير على قمة تل" ولا يوجد به قبر، بل جزء من عمود يظهر المكان الذي دفن فيه الرأس.

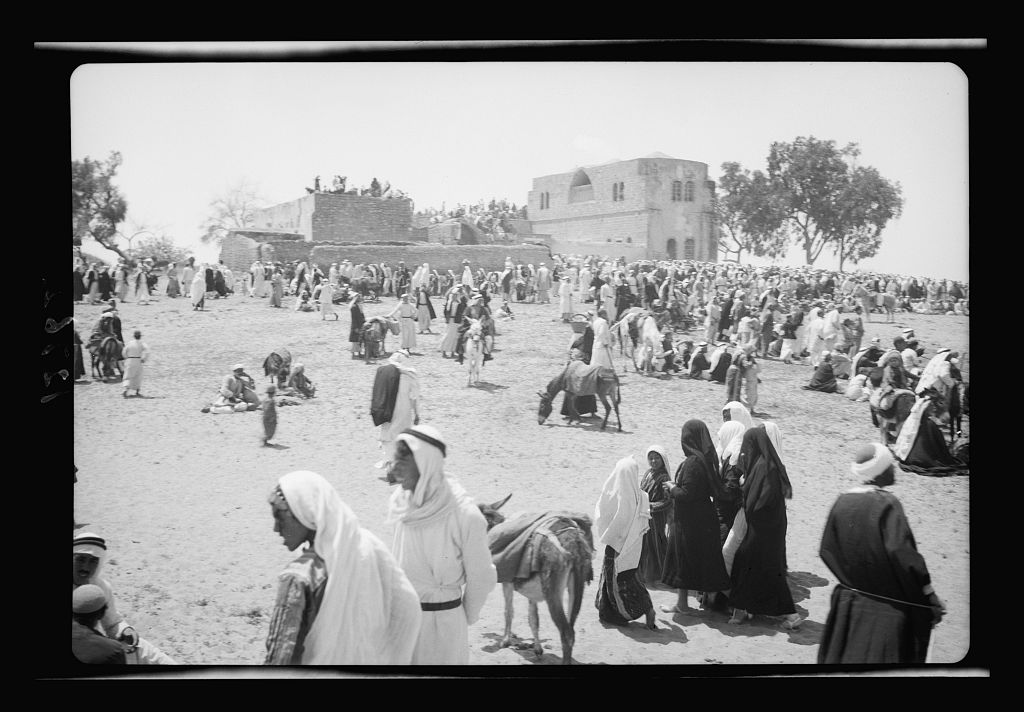
أبريل 1943، ويظهر المقام في الخلفية.
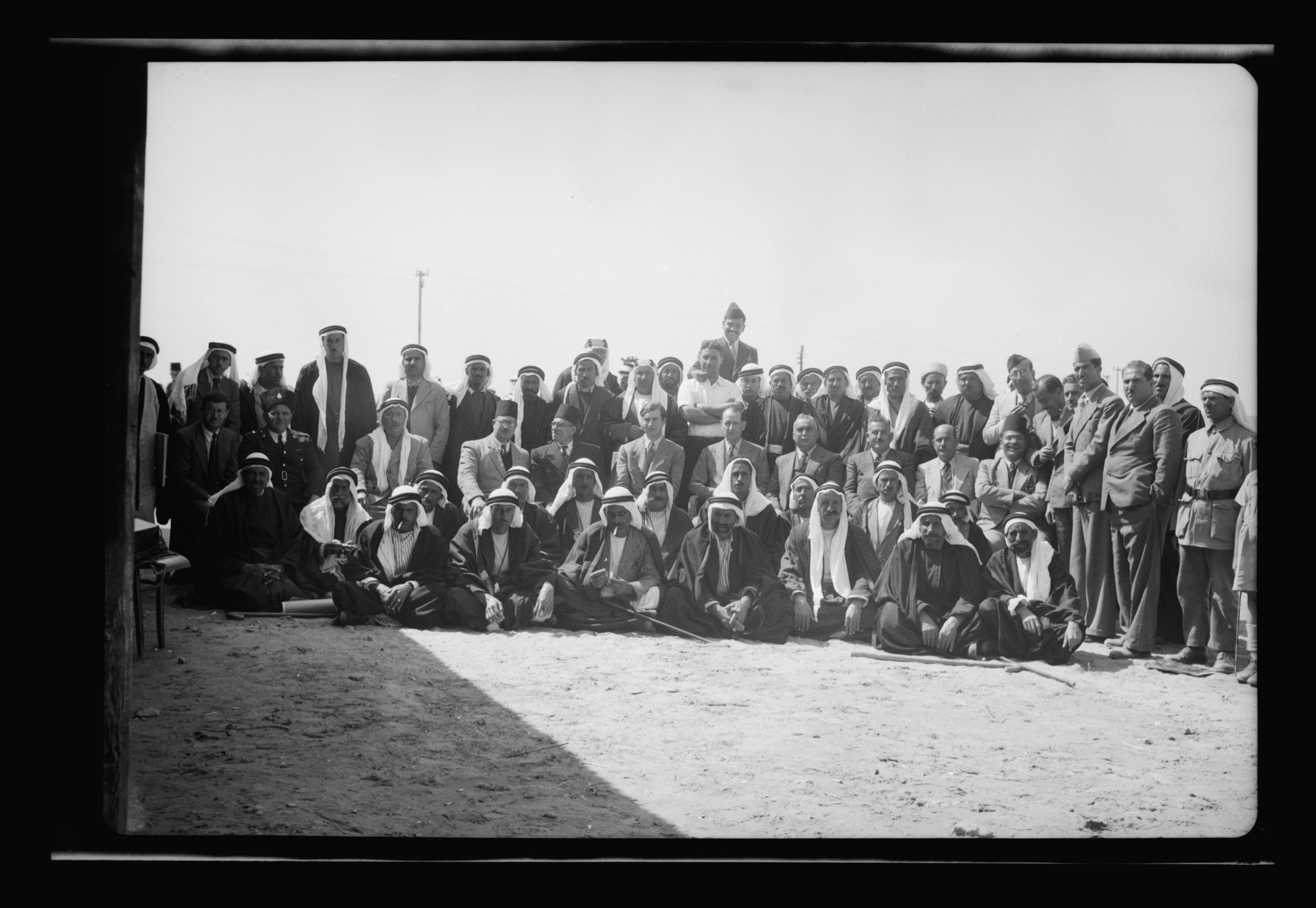
احتفالات أبريل 1943 بزيارة المُؤرخ عارف العارف وجوليان أسكويث، إيرل أكسفورد الثاني.
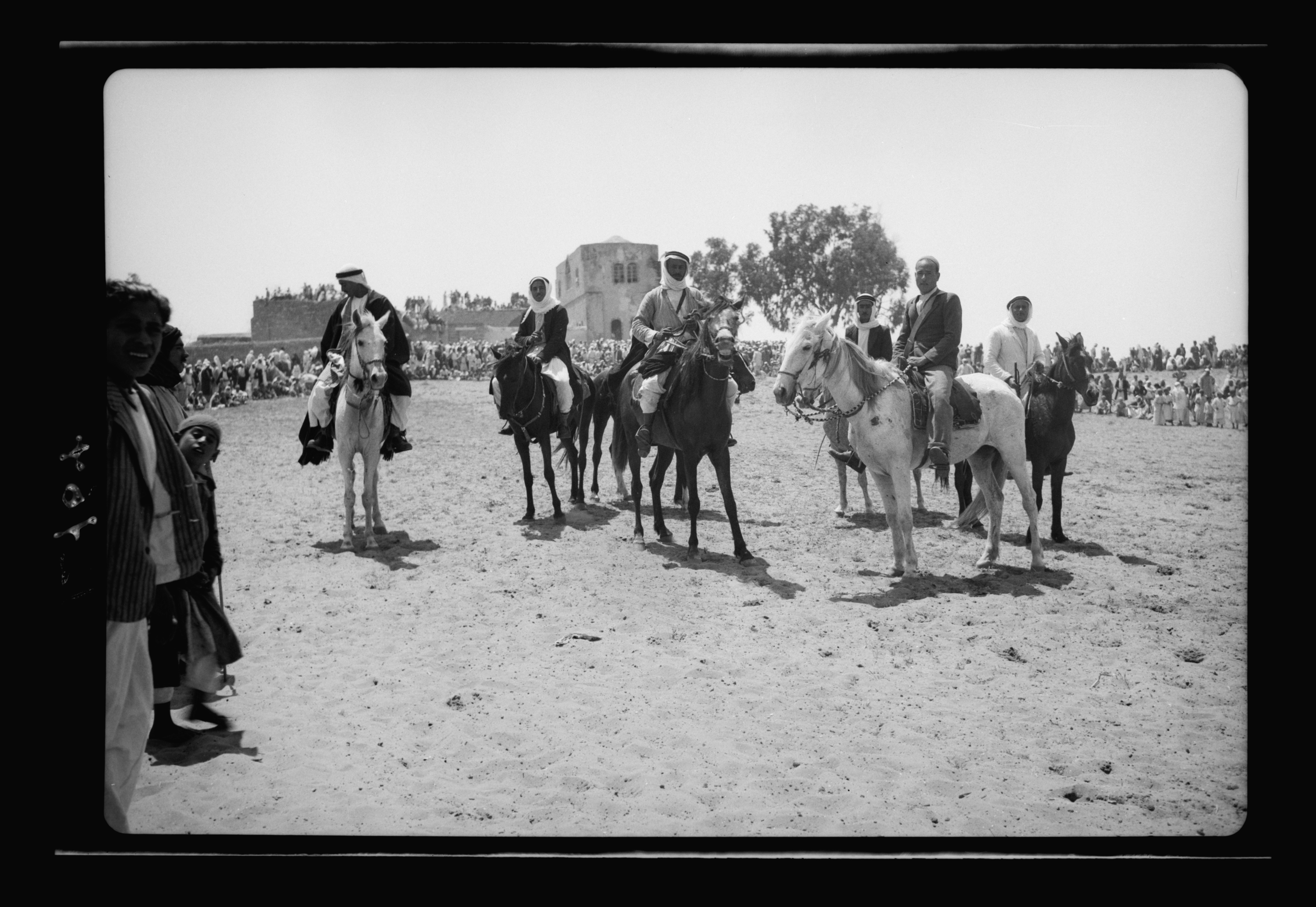
أبريل 1943
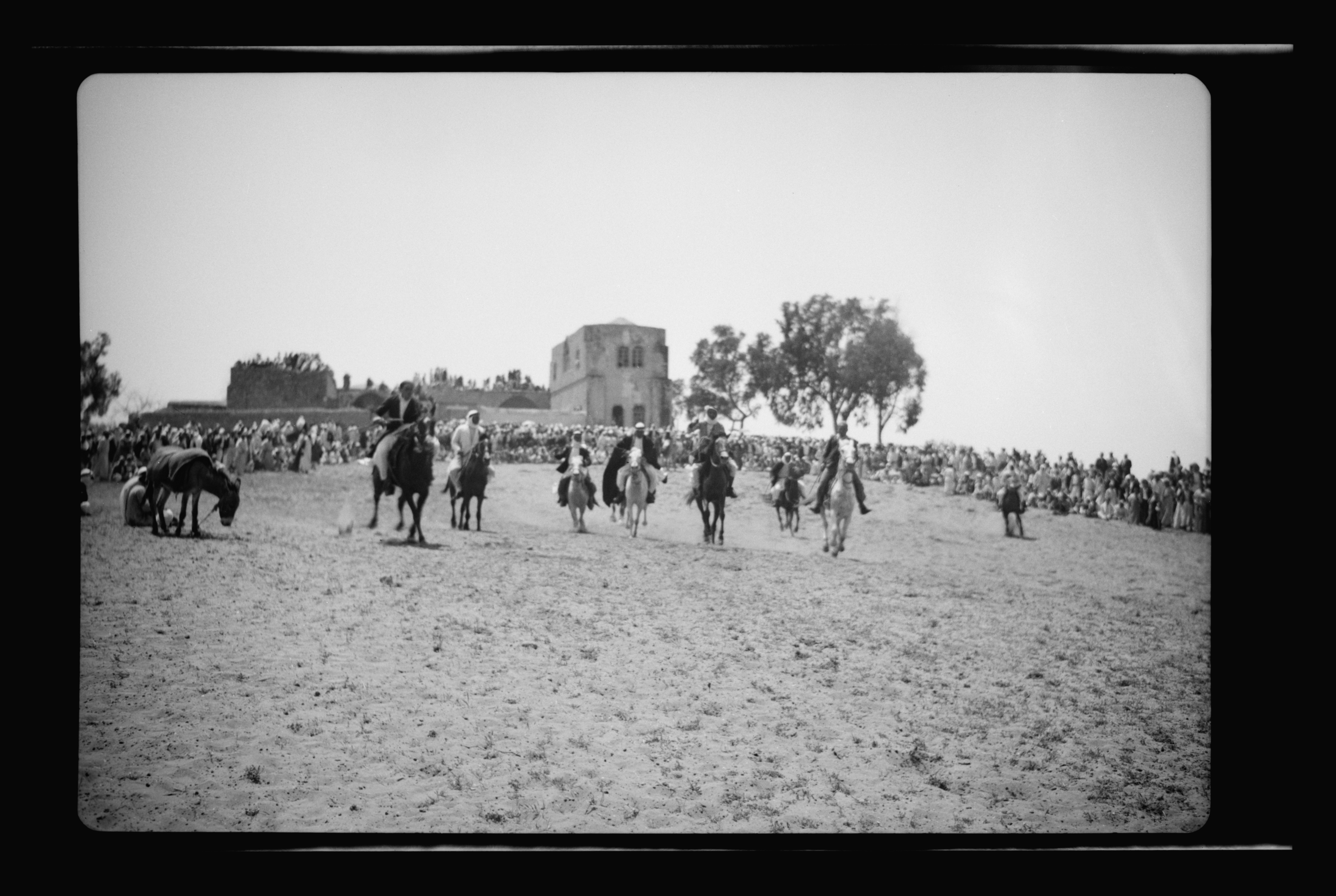
أبريل 1943
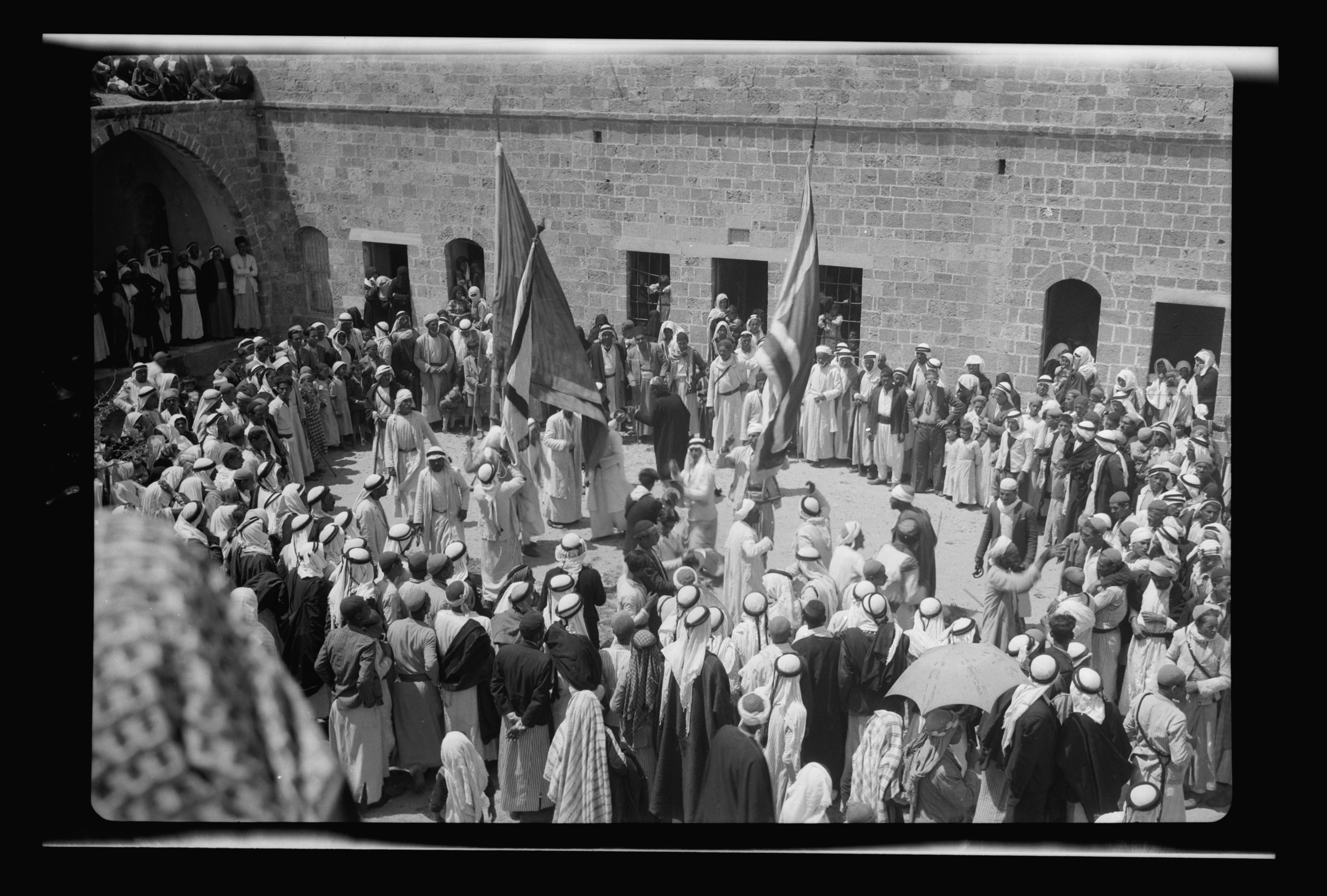
أبريل 1943
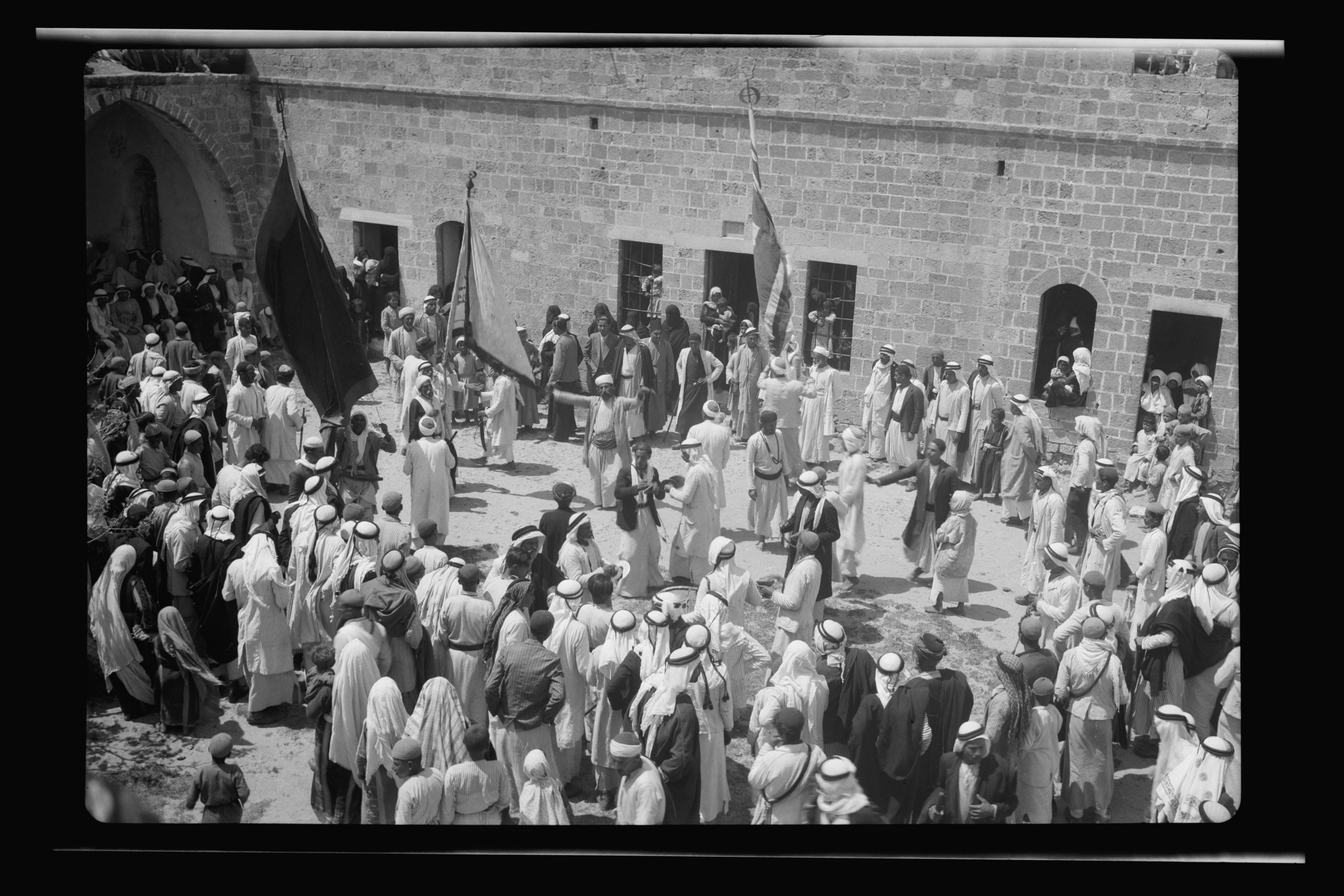
أبريل 1943
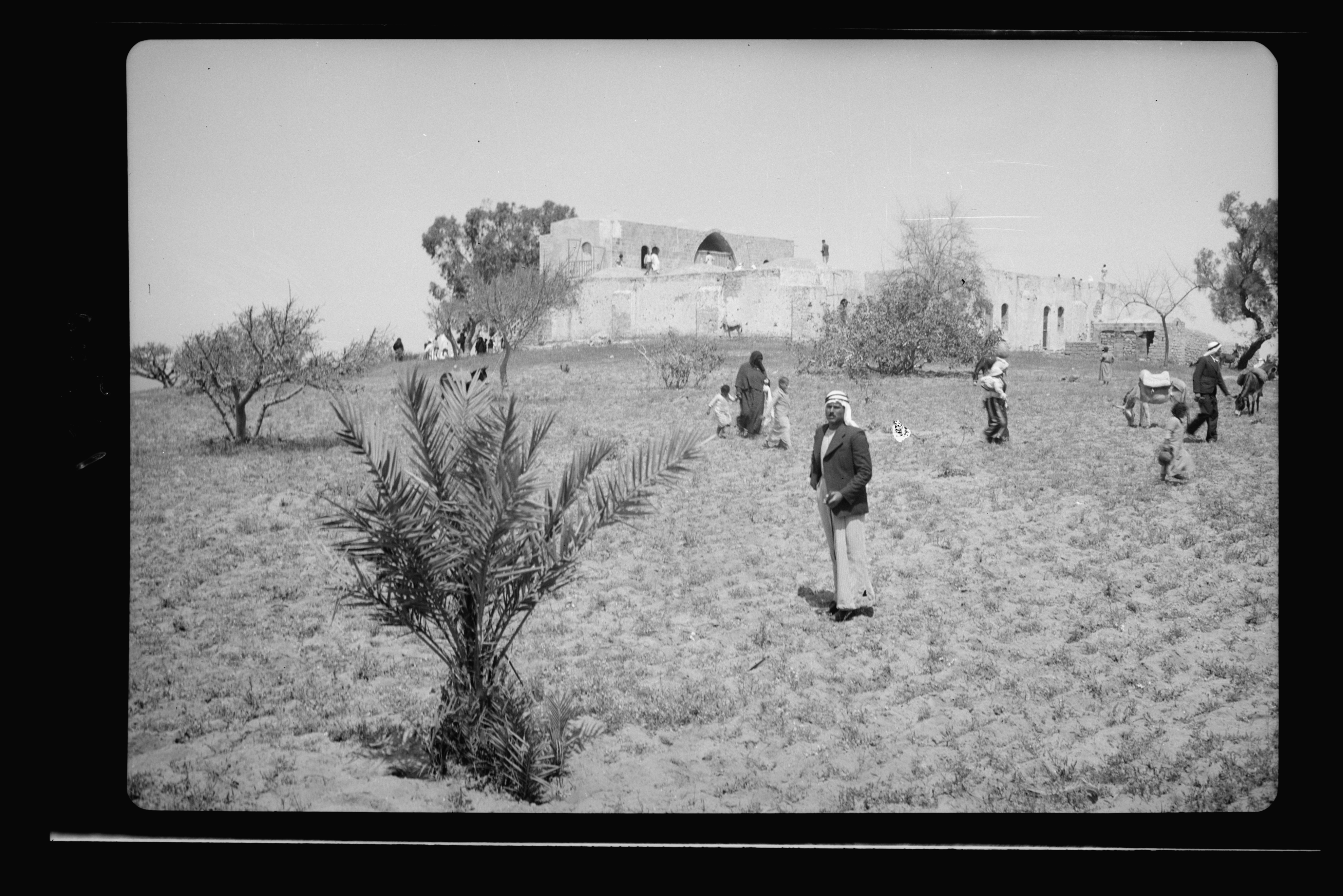
أبريل 1943

## الدمار عام 1950
في يوليو 1950، تم تدمير المشهد التَّاريخي بناءً على تعليمات موشيه ديان وفقًا للسياسة الإسرائيلية في الخمسينيات المتمثلة في محو المواقع التاريخية الإسلامية داخل إسرائيل من أجل المساعدة في إخلاء ما تبقى من الفلسطينيين. وحاليًا فالموقع موجود الآن ضمن أراضي مركز بارزيلاي الطبي الإسرائيلي.

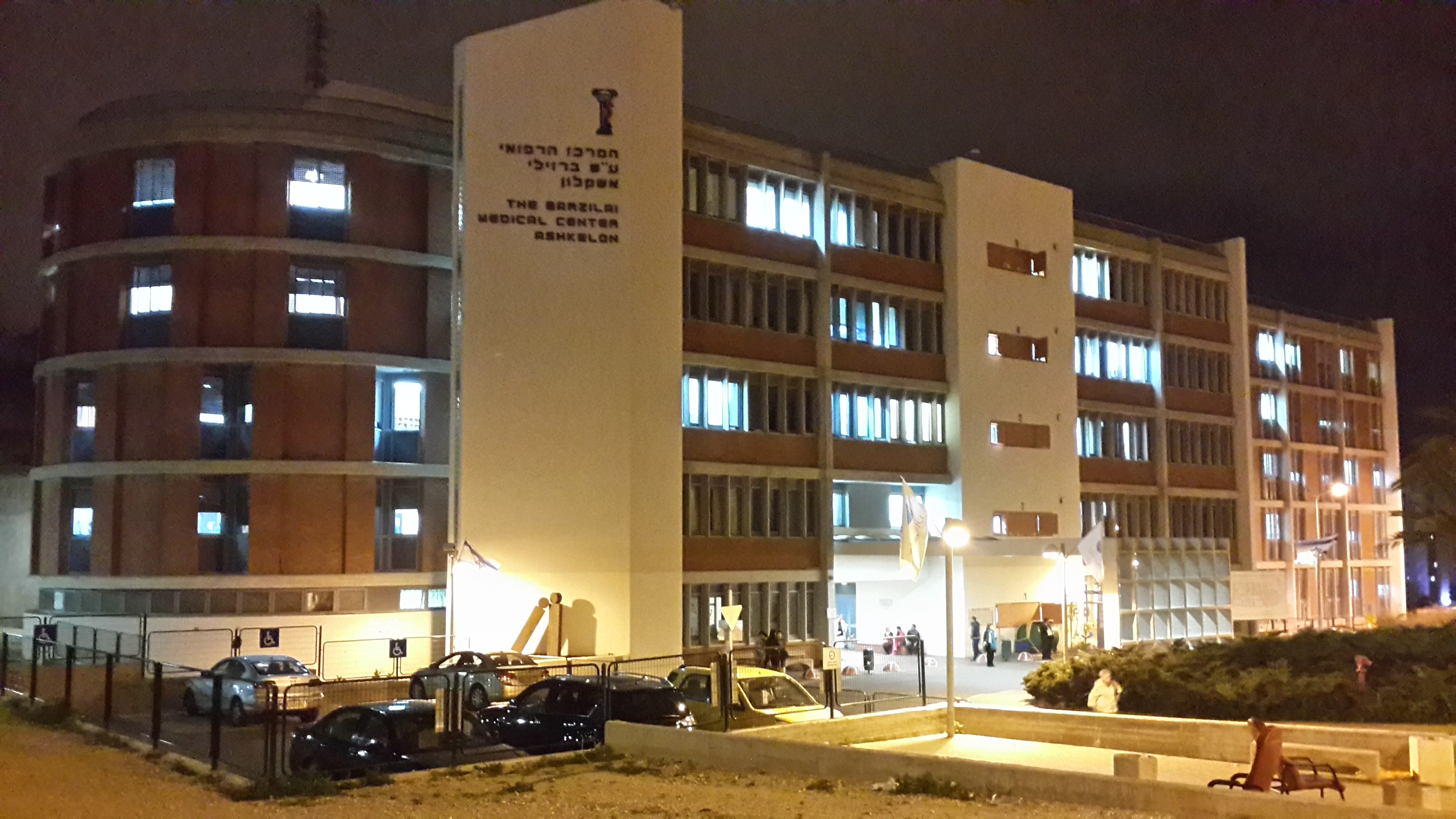
مركز بارزيلاي الطبي الذي يقع اليوم على أراضي المقام السَّابق.

## إعادة التأسيس في عام 2000

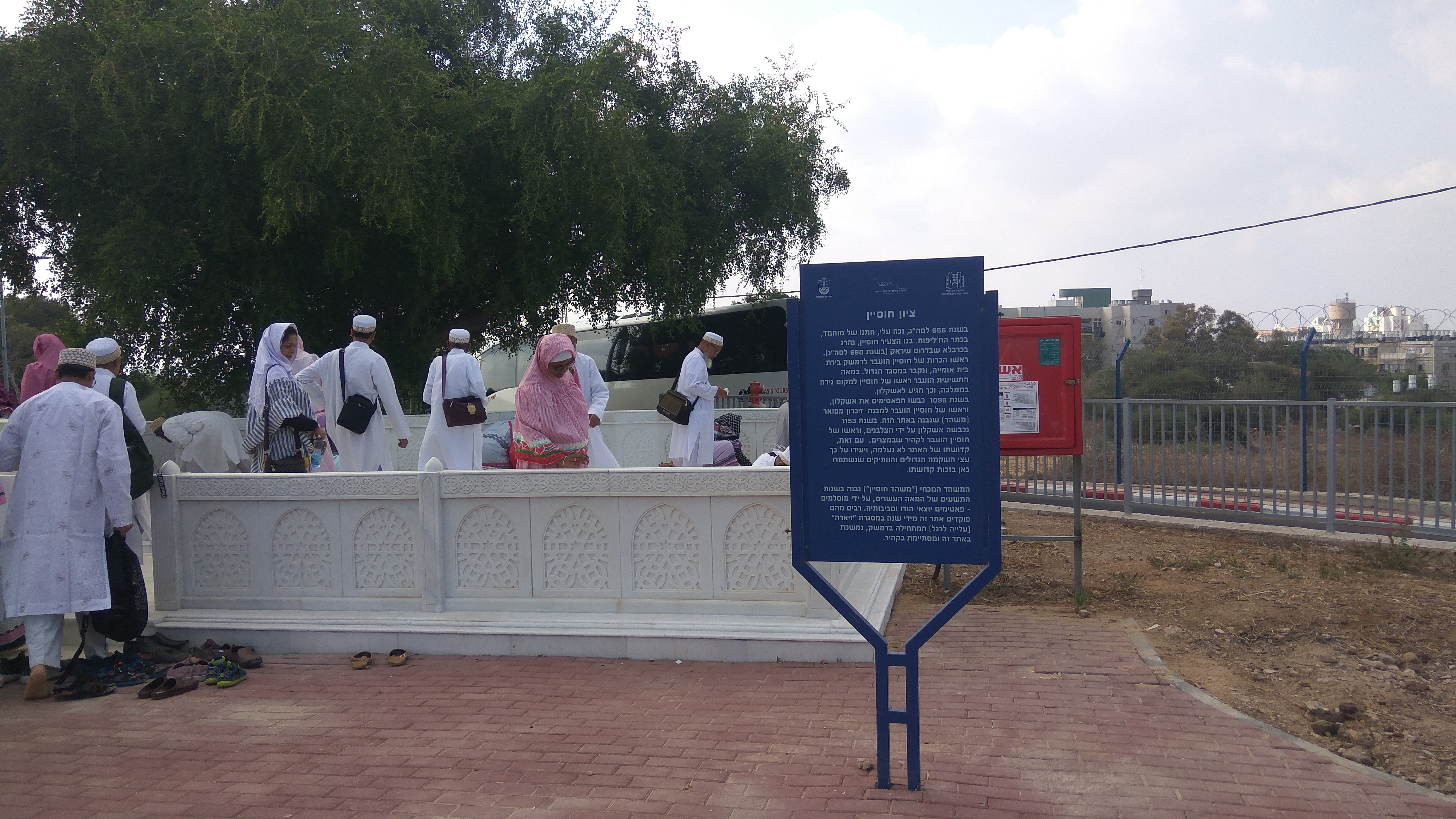
حُجَّاج داودي البهرة الإسماعيليُّون في منصة الضريح المشيدة حديثًا في أرض المستشفى، أغسطس 2019.

بعد إعادة تحديد الموقع على أرض المستشفى، تم استخدام الأموال المقدمة من الدَّاعي المطلق الثاني والخمسين محمد برهان الدين، الثاني والخمسين من البهرة الداوُديين، وهي طائفة إسماعيلية شيعية تنحدر أغلبيتها من أصل غوجاراتي ومقرها الهند، لبناء تمثال من الرخام. منصة الصلاة.
يواصل حجاج داودي البهرة من الهند وباكستان زيارة عسقلان على الرغم من التعقيدات الناتجة عن السفر إلى دول إسلامية أخرى لوجود تأشيرة إسرائيلية في جواز سفرهم.
تاريخيًا، كان الضريح أيضًا موقعًا لمزار مسلمُون سُنَّة فلسطينيُّون.